# Stephan Micus
Stephan Micus (Stuttgart, 19 januari 1953) is een uit Duitsland afkomstige multi-instrumentalist.

## Levensloop
Micus was van jongs af aan geïnteresseerd in exotische plaatsen. Op zijn zestiende ondernam hij al een reis naar het toen nog sobere en betoverende Marokko; hij kwam in een geheel andere wereld terecht. Een paar jaar later was hij te vinden in India en raakte beïnvloed door Ravi Shankar. Om de Indiase muziek te doorgronden, verbleef hij er lange tijd en leerde zo de sitar bespelen. Daarna trok hij naar Japan, waar hij door de bevolking en muziek werd beïnvloed en geïnspireerd.
Micus werkt het liefst alleen en bespeelt verschillende exotische instrumenten, die laag na laag worden opgenomen. Ook als zijn muziek zang nodig heeft, zorgt hij daar meestal zelf voor, door ook die laag voor laag op te nemen. Het genre dat hij speelt is het best in te delen in wereldmuziek, als het daar al bij hoort, want hij laat zich niet beperken tot een enkel gebied. Zijn muziek leent zich uitstekend voor meditatie en vertoont enige overeenkomst met zen-muziek. Een basisopleiding muziek heeft hij niet; hij is het notenschrift niet machtig en laat alles via improvisatie en proberen aan de oppervlakte komen.
Om zich te onderscheiden van andere musici zingt hij vaak in zijn zelfontworpen taal. Zijn muziekalbums ademen alle dezelfde sfeer uit, doch het instrumentarium verschilt. Hij vindt zichzelf een soort Ark van Noach voor de elders inheemse muziek welke door de invloed van het Westen verloren lijkt te gaan. Hij gaat door het gebruik van plaatselijk instrumentarium in tegen de standaardisering van muziekinstrumenten.

## Discografie
Alle hieronder genoemde albums verschenen bij ECM Records, behalve waar aangegeven:
- Archaic concerts (1976)  (niet ECM)
- Implosions (1977)
- Till the end of time (1978)
- Behind eleven deserts (1978) (niet ECM, maar Verabra)
- Koan (1981)
- Wings over water (1982)
- Listen to the rain (1983)
- East of the night (1985)
- Ocean (1986)
- Twilight fields (1988)
- The music of stones (1989)
- Darkness and light (1990)
- To the evening child (1992)
- Athos (1994)
- The garden of mirrors (1997)
- Desert poems (2001)
- Towards the wind (2002)
- Life (2004)
- On the wing (2006)
- Snow (2008)
- Bold as light (2010)
- Panagia (2013)
- Nomad songs (2015)
- Inland sea (2017)

Micus is een van de weinige ECM-artiesten die zelf zijn albums produceert.